# Religion des Positivismus

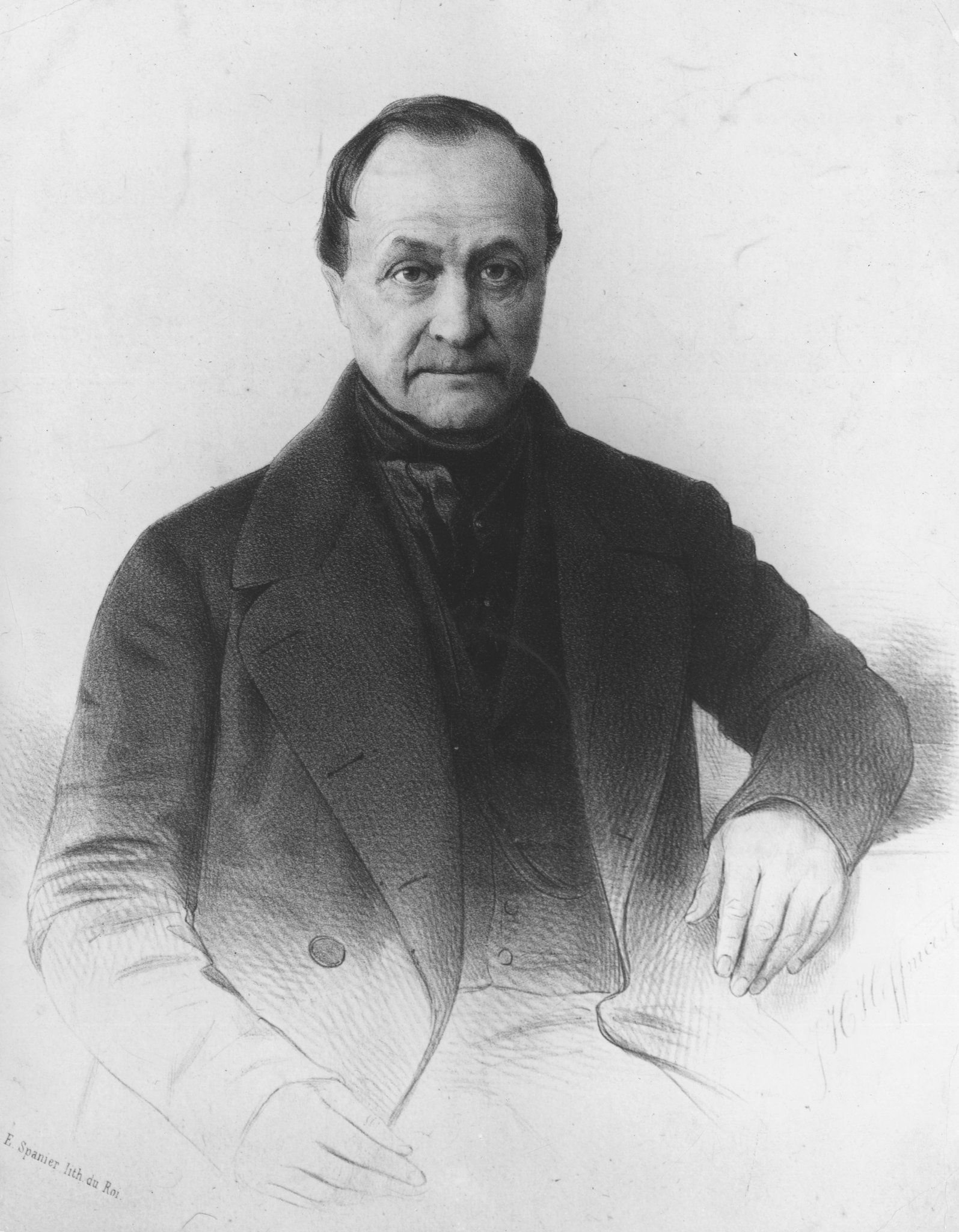
Auguste Comte

Die Religion des Positivismus (frz. Religion de l’Humanité, port. Religião da Humanidade, engl. Religion of Humanity) war eine von Auguste Comte (1798–1857), dem Begründer der positivistischen Philosophie Mitte des 19. Jahrhunderts geschaffene säkulare Religion, die über alle bekannten atheistischen Grundpositionen hinausgehen sollte. Anhänger dieser Religion erbauten Tempel der Menschheit in Frankreich, Großbritannien, Brasilien und Rumänien.

## Geschichte
Comte schuf die positivistische Weltreligion, um den Zusammenhalt (Kohäsion) positivistischer Gesellschaften zu stärken, um eine Alternative zu den Riten, Ritualen und Liturgien traditioneller Glaubensgemeinschaften zu bieten und um seinen Welt- und Wertvorstellungen eine spirituelle Grundlage zu geben.
Im Jahre 1849 entwickelte er den Positivisten-Kalender und trat für eine Kalenderreform ein. Sein Kalender wird von den Comte-Anhängern noch heute verwendet.

## Church of Humanity
Frankreich

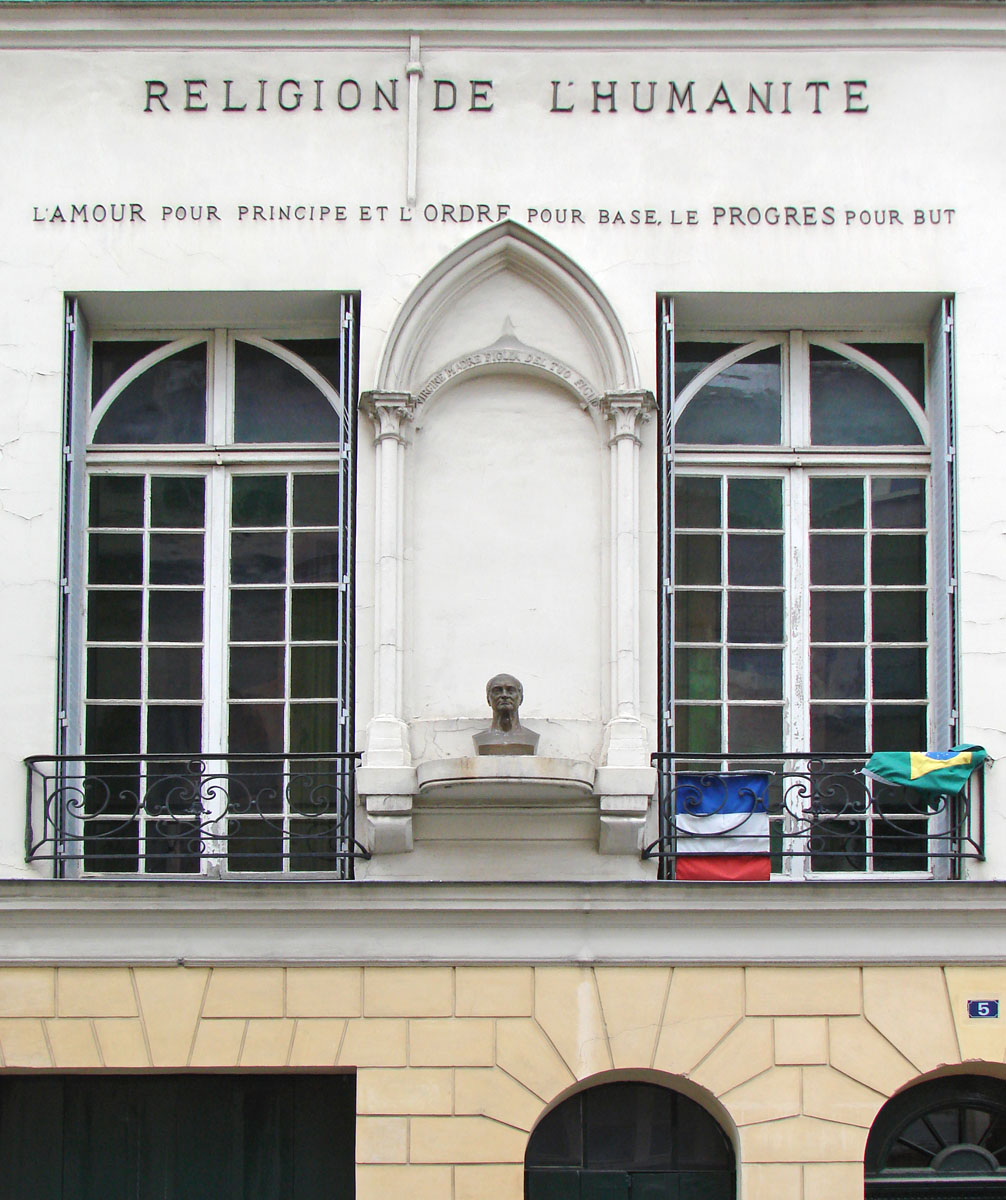
Paris

Die Positivistische Kirche ist eine atheistische, positivistische Kirche, die auf dem Gedankengebäude der „Religion der Menschlichkeit“ fußt.
Die Gemeinde in Comtes Heimatland Frankreich blieb klein, sie wurde jedoch inspiriert vom Aufstieg der Church of Humanity in England.
Großbritannien und Irland
Richard Congreve, Mitglied der London Positivist Society, war Mitbegründer der englischen Kirche im Jahre 1878.
Obwohl an Mitgliedern verhältnismäßig klein, hatte die Kirche mehrere angesehene Mitglieder und Ehemalige. Anna Haycraft wurde mit den Gedanken der Church of Humanity groß, konvertierte jedoch später zum Katholizismus.
USA
Im Jahre 1854 wurde die New Yorker Gemeinde vom englischen Einwanderer Henry Edger gegründet, der sich einem „positiven Glauben“ widmen wollte.
Ab 1869 war David Goodman Croly ein leitendes Mitglied der Gemeinde. Croly glaubte stark an das religiöse Element des Comtismus, aber seine Missionsversuche scheiterten überwiegend. David Crolys Sohn Herbert Croly (1869–1930) wurde im Sinne der Church of Humanity erzogen und in New York getauft.
In den 1870er Jahren führte die positivistische Bewegung in den USA zu einer Abspaltung von der englischen Mutterkirche. Die US-amerikanische Kirche war weiterhin wie ihr englisches Vorbild atheistisch orientiert, führte jedoch Predigten, Lesungen aus dem Buch Jesaja und Sakramente in die Liturgie ein. Die amerikanische Gemeinde war nicht so bedeutend wie die Kirche in England, hatte aber mehrere gebildete Mitglieder.
Brasilien
Am 11. Mai 1881 gründeten Miguel Lemos und Raimundo Teixeira Mendes die Igreja Positivista do Brasil in Rio de Janeiro.

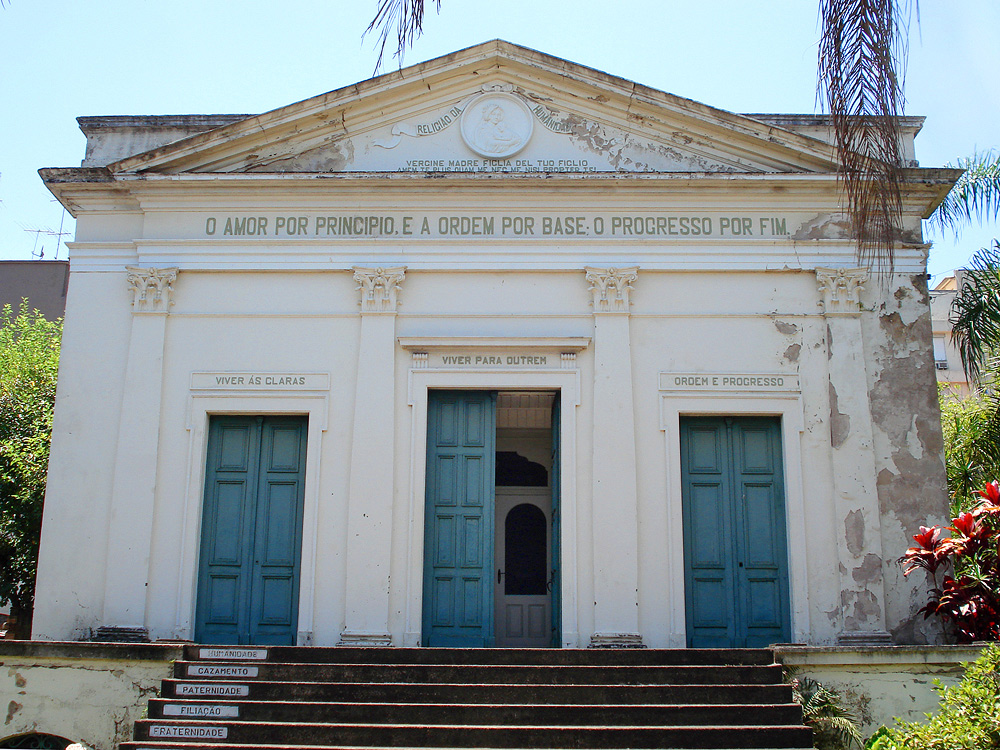
Porto Alegre

### Tempel der Menschheit
- Chapelle de l’Humanité – 5 rue Payenne, Distrikt Marais, Paris
- Templo da Humanidade – Rua Benjamin Constant 74, Barrio de la Gloria, Rio de Janeiro, Brasilien
- Capela Positivista – Avenida João Pessoa 1058, Porto Alegre, Brasilien
- Capela Positivista – Rua Riachuelo 90, Curitiba, Brasilien

### Bedeutende Mitglieder
- Anna Haycraft (1932–2005) war eine englische Schriftstellerin und wurde mit den Gedanken der Church of Humanity groß, konvertierte jedoch später zum Katholizismus.
- Richard Congreve (1818–1899) war Mitbegründer der englischen Kirche im Jahre 1878
- Henry Edger war Gründer der New Yorker Gemeinde (1854)
- David Goodman Croly (1829–1889) war ein leitendes Mitglied der New Yorker Gemeinde ab 1869
- Herbert Croly (1869–1930) war Sohn von David Croly und wurde im Sinne der Church of Humanity erzogen und in New York getauft.

## Bewertungen
- John Kells Ingram, ein Anhänger Comtes, widmete in seinem Gedichtband Sonnets and Other Poems das zweite Kapitel der Religion of Humanity.[7]
- John Stuart Mill drang auf eine Unterscheidung zwischen dem frühen und dem späten Comte, bei der Mill, seinerseits Autor auf dem Gebiet der Logik, den frühen Comte, den Comte des The Course in Positive Philosophy ob seiner erkenntnistheoretischen Klärungen befürworten konnte. Der späte Comte wurde dagegen neu analysiert als Franzose, der einen typischen Hang zum Systematisieren (statt zum liberalen englischen Pragmatismus) hegte, und der zudem in eine Art moralisches Zwangsregime – aus persönlichen autobiographisch zu verstehenden Gründen verfiel. Die von Comte vorgeschlagene Gebetspraxis verwarf er als irrational: „…as near an approach to actual hallucination, as is consistent with sanity.“[8] Comte's Moralismus gewann in dieser Analyse pathologische Züge: „M. Comte is a morality-intoxicated man“[9]